# Бено-Юртовское сельское поселение
Бено-Юртовское се́льское поселе́ние — муниципальное образование в Надтеречном районе Чечни Российской Федерации.
Административный центр — село Бено-Юрт.

## История
Статус и границы сельского поселения установлены Законом Чеченской Республики от 20 февраля 2009 года № 16-РЗ «Об образовании муниципального образования Надтеречный район и муниципальных образований, входящих в его состав, установлении их границ и наделении их соответствующим статусом муниципального района и сельского поселения».

## Население
| 2010  | 2012  | 2013  | 2014  | 2015  | 2016  | 2017  |
| ----- | ----- | ----- | ----- | ----- | ----- | ----- |
| 7089  | ↗7163 | ↗7255 | ↗7378 | ↗7450 | ↗7498 | ↗7581 |
| 2018  | 2019  | 2020  | 2021  | 2023  | 2024  |       |
| ↗7648 | ↗7704 | ↗7738 | ↗7792 | ↗7843 | ↗7861 |       |

## Состав сельского поселения
| № | Населённый пункт | Тип населённого пункта       | Население |
| - | ---------------- | ---------------------------- | --------- |
| 1 | Бено-Юрт         | село, административный центр | ↗7861     |